# Rock Me Baby
Rock Me Baby è uno standard del blues registrato da B.B. King per la prima volta nel maggio del 1964 a Los Angeles.
Il brano è basato su Rockin' and Rollin', una canzone di Lil' Son Jackson. I due testi sono simili, ma le parti strumentali dei due brani sono ben diverse. Infatti Rockin' and Rollin' era suonata con voce e chitarra mentre Rock Me Baby viene suonata con un insieme di strumenti armonici (come chitarra tastiere o pianoforte) e ritmici (come ad esempio basso e batteria).